# Ferrari Dino 308 GT 4
Der Dino 308 GT 4  ist ein 2+2-sitziger Sportwagen, der von 1974 bis 1980 von Ferrari gebaut wurde. Sein Dreiliter-Achtzylindermotor mit 188 kW (255 PS) war ursprünglich eine Entwicklung aus der Ferrari-Rennsportabteilung.

## Modellgeschichte
Der Dino 308 GT4 war der erste Ferrari, der serienmäßig mit einem Achtzylinderaggregat ausgerüstet wurde; zuvor hatte Ferrari ausschließlich Sechs- und Zwölfzylinder-Motoren verbaut. Der robuste, drehfreudige Motor wurde noch viele Jahre danach in diversen anderen Ferraris verwendet, auch in leicht abgewandelter Form – z. B. in der 308er-Serie (inkl. Mondial in über 15.000 Fahrzeugen).
Eine Besonderheit des Dino 308 GT 4 ist, dass dieser, wie auch schon sein Vorgänger, der Dino 246, den Markennamen Dino trägt und nicht das übliche Ferrari-Logo. Enzo Ferrari ließ die kleinen Ferrari-Modelle einige Jahre lang im Gedenken an seinen verstorbenen Sohn Alfredo „Dino“ Ferrari unter dem Namen Dino laufen. Erst im Mai 1976 wurde die Markenbezeichnung Dino auf dem Modell 308 GT 4 durch Ferrari ersetzt. Insgesamt wurden vom Dino 308 GT 4 in den sechs Jahren Bauzeit 2826 Stück gebaut, vom reinen Dino 308 GT 4 1332 Stück und vom Ferrari Dino 308 GT 4 1446 Stück (+ 840 Stück vom auf 125 kW (170 PS) gedrosselten Modell 208 GT 4). Jüngere Fahrzeuge der 308er Dino Reihe hatten zuletzt etwas weniger Leistung als die ursprünglichen 188 kW (255 PS) – insbesondere USA-Exportmodelle.
Die Karosserie des Dino wurde ausnahmsweise nicht von Pininfarina, sondern von Bertone entworfen.

## Produktion Verbreitung
Erstmals vorgestellt wurde der Wagen im Herbst 1973 auf der internationalen Automobilausstellung in Paris. Die Serienproduktion lief aber erst im Frühjahr 1974 an. Der vermutlich älteste, nachweislich noch fahrbereite und komplett erhaltene Dino 308 GT 4 (Seriennummer 07880 mit dem von Ferrari zertifizierten Produktionsdatum 26. Februar 1974) befindet sich derzeit in Deutschland im Bodenseekreis in deutschem Privatbesitz.
Im selben Jahr wurde auch der so genannte NART-Dino gebaut, ein auf über 220 kW (300 PS) hochgezüchtetes Einzel-Modell für das Le-Mans-Rennen. Außerdem wurde 1976 auch eine Bertone-Design-Studie namens Rainbow vorgestellt.

## Entwicklung am Klassikermarkt
Wie bei allen Ferraris der 1970er-Jahre ziehen auch die Preise des Dino 308 GT 4 langsam an. Noch vor nicht allzu langer Zeit als Einsteiger-Ferrari bezeichnet, werden heute für sehr gute Exemplare höhere Preise gezahlt als für 308 GTB/GTS/i/QV und 328 GTB/GTS (laut Fachzeitschrift Oldtimermarkt Sonderheft 53 - 2014 bis zu 75.000 Euro). Amerikanische Ausführungen mit dicken Gummi-Stoßstangen sowie Versionen mit Klimaanlagen sind weniger gefragt, letztere aufgrund der Pannenanfälligkeit.

## Galerie

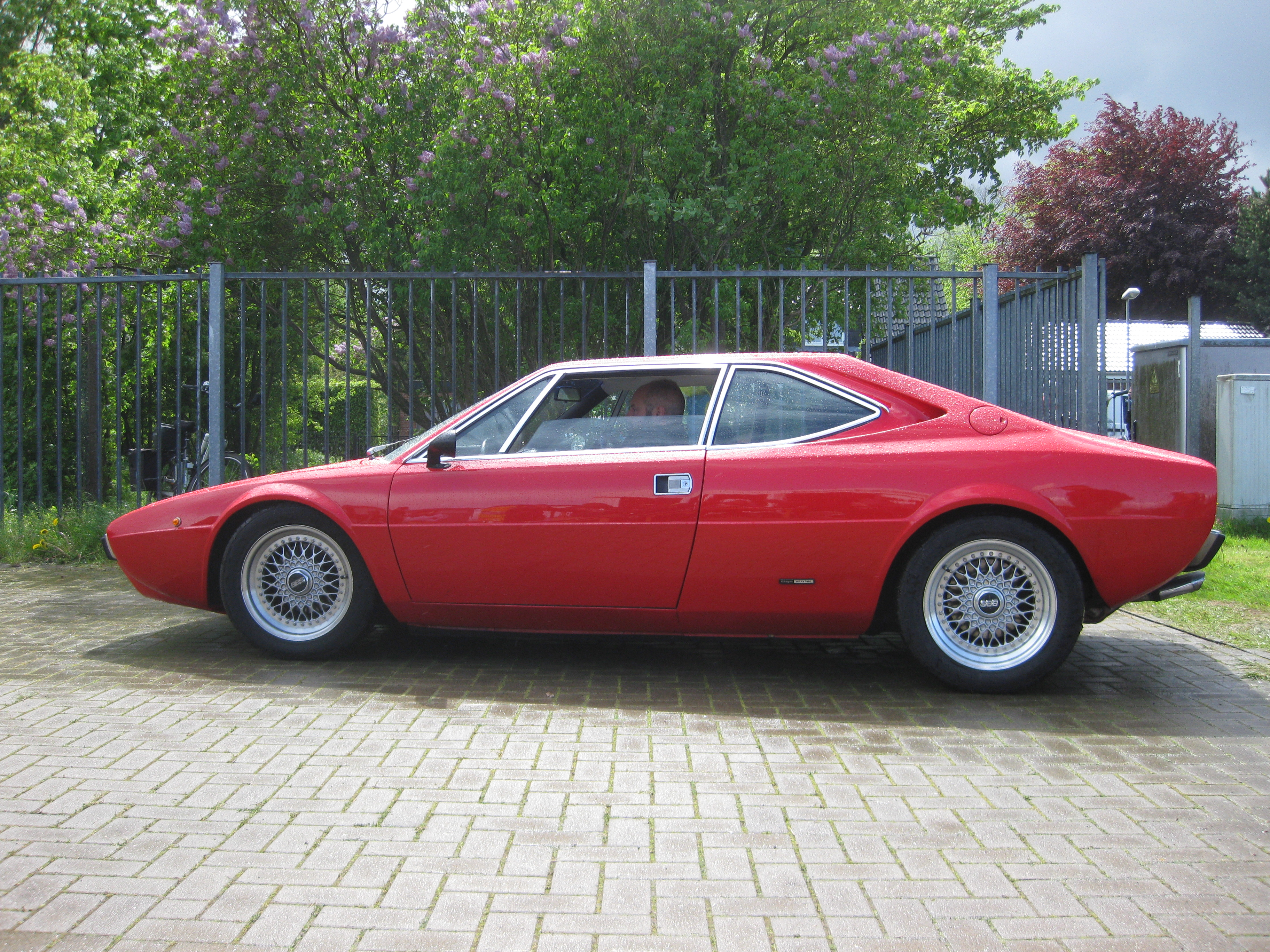
Dino 308 Seitenansicht
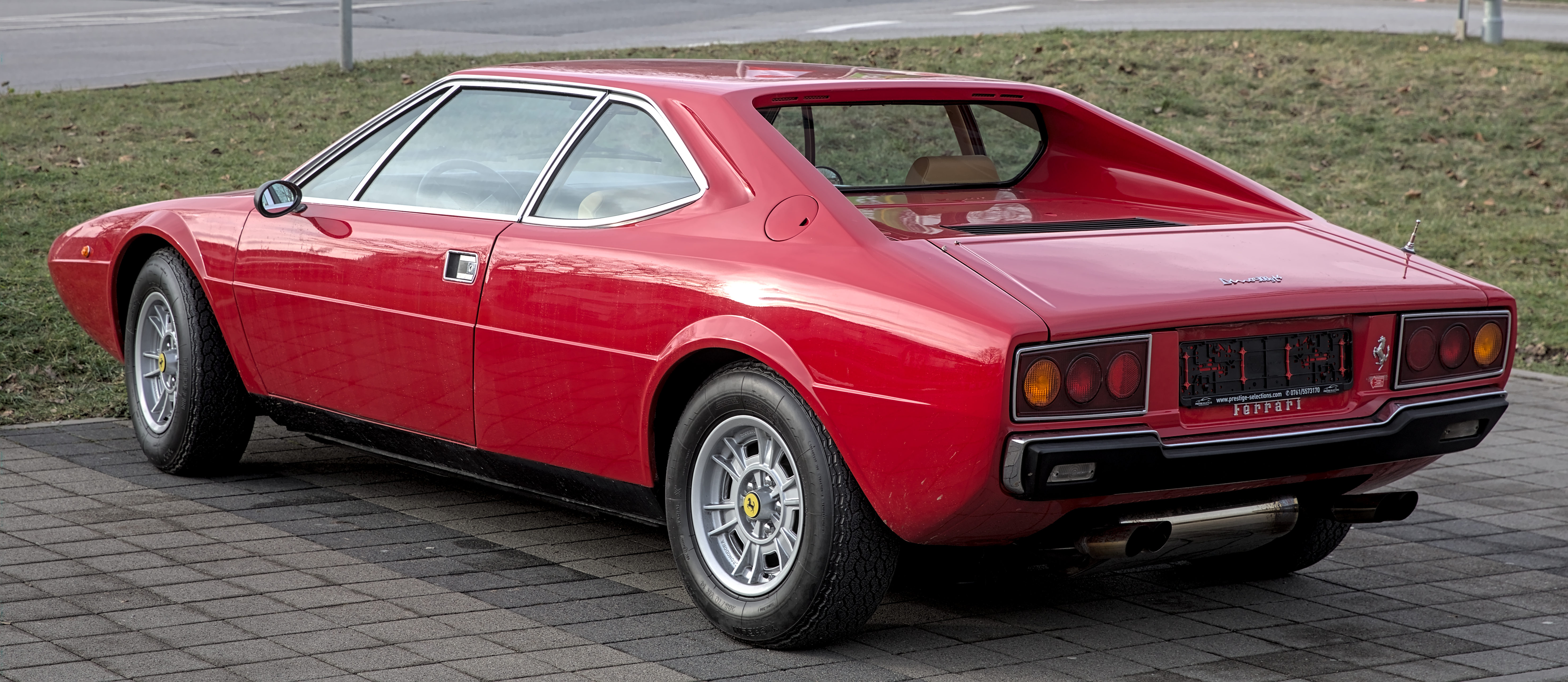
Dino 308 Heckansicht
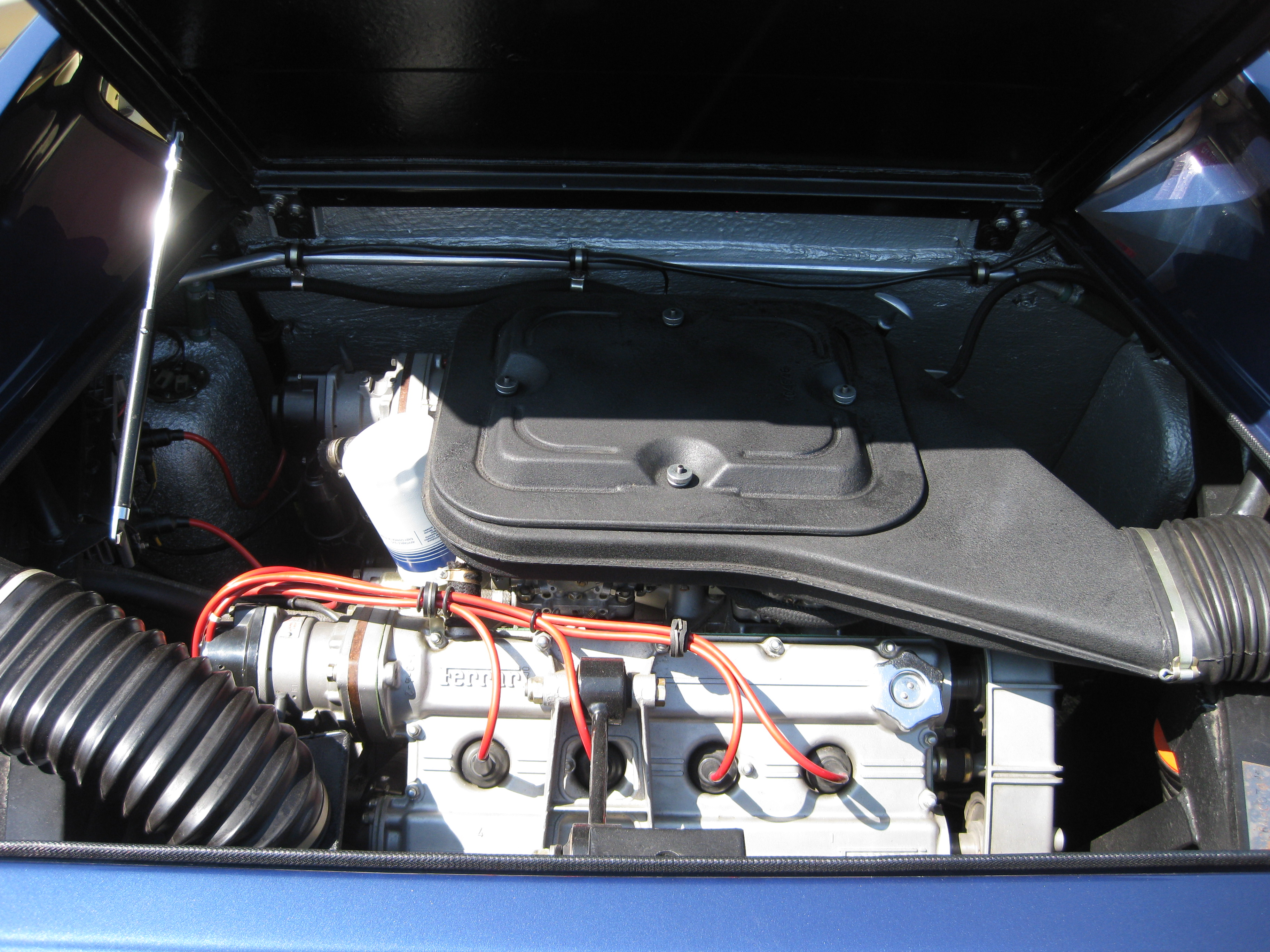
Blick auf den Mittelmotor
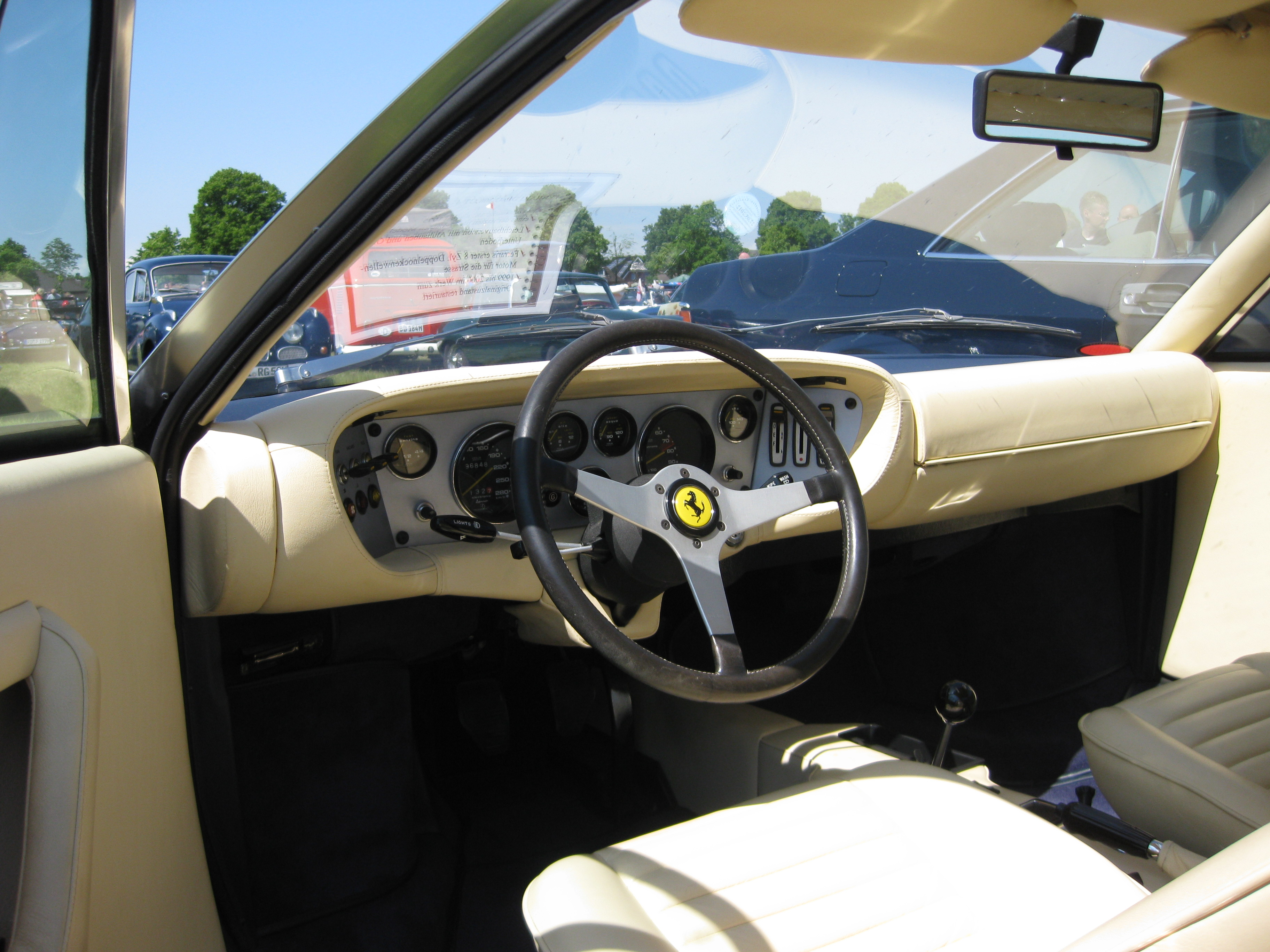
Cockpit des Dino
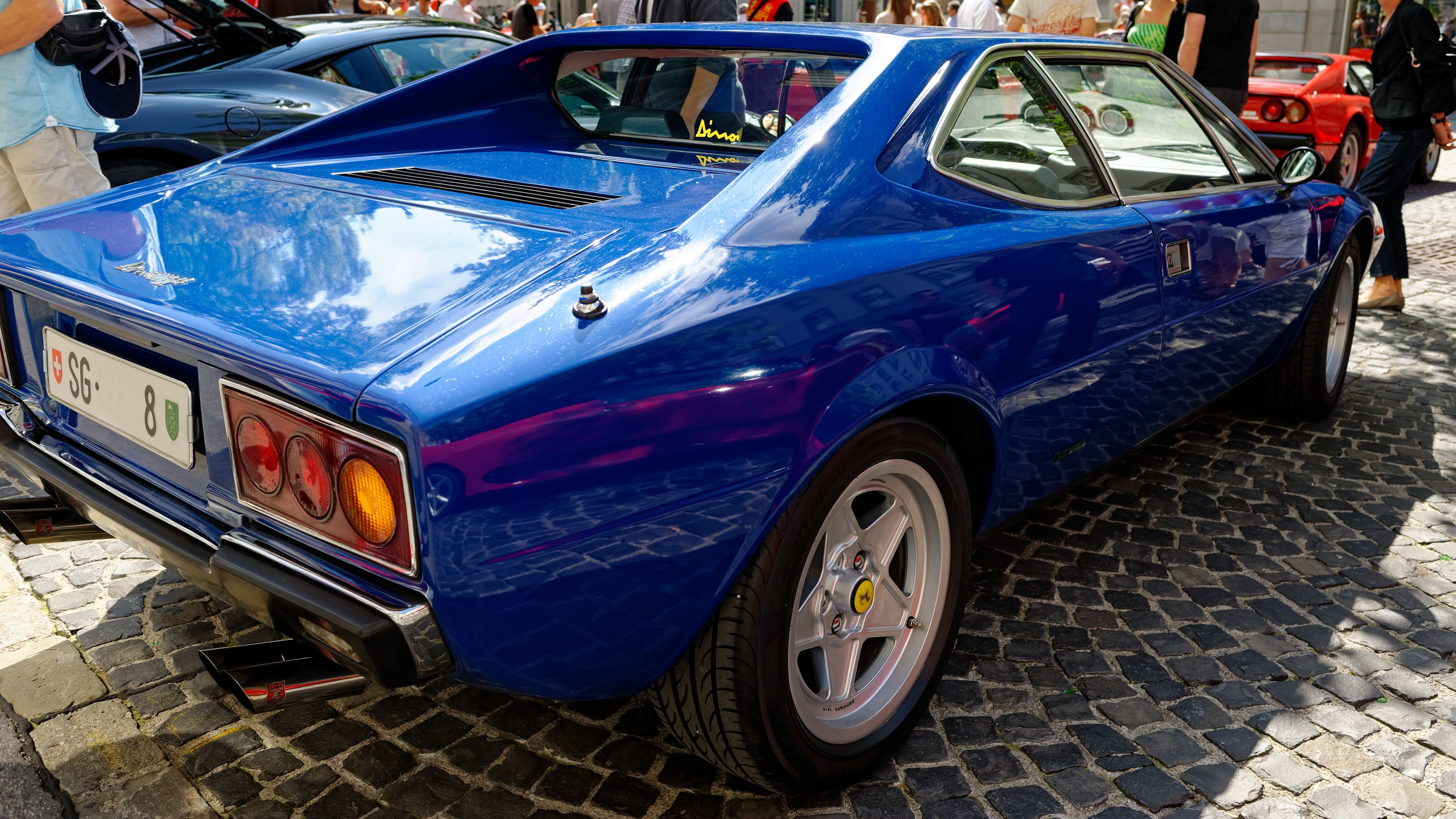
Blauer Ferrari Dino GT 4

## Technische Daten
- Design: Bertone
- Karosserie: Coupé, zweitürig
- Hubraum: 2926 cm³
- Leistung: 188 kW (255 PS) bei 7700/min (gedrosselte Version 125 kW (170 PS))
- Bohrung × Hub: 81 × 71 mm
- Antrieb: Hinterräder
- Höchstgeschwindigkeit: 250 km/h
- Beschleunigung 0-100 km/h in 6,8 s
- Gemischaufbereitung: 4 Weber-Doppelvergaser 40 DCNF
- Verbrauch: 14 bis 20 Liter/100 km
- Getriebe: 5 V + 1 R
- Bremsen: Scheibenbremsen vorne und hinten
- Radstand: 2550 mm